# Мария Терезия
Вижте пояснителната страница за други личности с името Мария.
Мария Терезия Австрийска (на немски: Maria Theresia von Österreich), срещана и като Мария Тереза, е ерцхерцогиня на Австрия, кралица на Унгария (1740 – 1780) и кралица на Чехия (1740 – 1741, 1743 – 1780). Чрез женитбата си е велика херцогиня на Тоскана и императрица на Свещената Римска империя (1745 – 1765). Основателка е на Лотарингския клон на династията на Хабсбургите. Тя е второто дете на император Карл VI (1711 – 1740) и съпругата му принцеса Елизабет Кристина. Сред хабсбургските монарси тя се ползва с най-голяма популярност сред народа си и е единствената жена, заставала начело на Австрийската империя.
Управлението ѝ започва със заплаха от разпадане на Хабсбургската монархия и с т. нар. Силезийски войни, в които Прусия ѝ отнема богатата област Силезия. Налага се да се извършат активни реформи, за да се заздравят армията, финансите и връзките между съставните части на нейната монархия. Въпреки това тя не успява да си върне Силезия по време на Седемгодишната война, макар че е в съюз с Русия и Франция. През нейното управление Австрия участва в първата подялба на Полша (1772) и получава областта Галиция.
Мария Терезия налага образователни и финансови реформи. Тя насърчава търговията и развитието на селското стопанство, реорганизира Австрия, за да укрепи международната ѝ репутация. Императрицата ограничава влиянието на църквата върху държавата, премахва крепостничеството и инквизицията.

## Ранни години

### Въпросът за наследството
Мария Терезия е първородното дете на император Карл VІ, което достига зряла възраст. При раждането си получава името Мария Тереза Валбурга Амалия Кристина. Родена е на 13 май 1717 г. във Виена, година след смъртта на по-големия ѝ брат ерцхерцог Леополд Йохан. Раждането е очаквано с нетърпение, тъй като състоянието на династията на Хабсбургите от години е сериозно разклатено. Още император Леополд І, неин дядо, договаря със синовете си как ще стане наследяването, ако те нямат синове. Жени, според използваното в Австрия салическо право, не могат да заемат престола. През 1713 г. Карл VІ издава документа Прагматическа санкция, с който прескача правата на дъщерите на по-големия си (и вече починал) брат Йозеф І. Императорът предвижда независимо какво дете му се роди (момче или момиче), то да получи цялото наследство. От 1717 г. правото отива към Мария Терезия, освен ако междувременно не се роди момче. Но тъй като това не се случва, тя остава принципен наследник на баща си.
Подобно решение на въпроса за наследството, колкото и разумно да е, за да не бъде поделено, не може да мине без одобрението на редица фактори. Карл прекарва остатъка от живота си в борба да получи тяхното съгласие – дъщерите на брат му, омъжени за курфюрстите на Саксония и Бавария, сейма на Унгария, всички по-важни държави в Европа и в Свещената римска империя. Един по един те приемат Санкцията, включително Испания през 1725, Русия през 1726, Прусия през 1727 и най-важното – Франция през 1735 г. Така пътят към властта пред младата ерцхерцогиня изглежда чист. Проблемът е, че възцаряването ѝ зависи от честността на всички останали фактори, а опитът говори, че това е последното, на което трябва да се разчита в международната политика. Пренебрегвайки армията и финансите, Карл предопределя провал на мирното предаване на властта.
Единствената държава, която не признава санкцията и наследството на Мария Терезия, е Бавария. Нейният курфюрст Карл Албрехт държи на правата си по линия на съпругата си. Той има също така претенции да заеме престола на Свещената Римска империя, който от векове сякаш по право принадлежи на Хабсбургите. Сега обаче, с прекъсната мъжка линия, те вече не биха го задържали. Все пак Бавария е твърде незначителен фактор, за да се чувстват австрийците заплашени заради нея.

### Брак с Франц Стефан
Преките предшественици на Мария Терезия, за разлика от по-ранните Хабсбурги, не са близки родственици. Това води до оздравяване на династията. За младата принцеса също се предвижда брак със стратегически важен, но роднински далечен владетел. Първо това е Леополд Клеменс, престолонаследник на херцогство Лотарингия, а след смъртта му – неговият по-малък брат Франц Стефан. Към онзи исторически момент Лотарингия е ключов външнополитически партньор на Хабсбургите, защото е анклав в територията на техния враг – Франция. Бракът би стабилизирал положението на лотарингските херцози и би затруднил елиминирането им от французите.
Въпреки принципната договорка, Карл VІ се оглежда и за други възможни съпрузи. За известно време той преговаря относно кандидатурата на Фридрих Пруски, бъдещият Фридрих Велики, по-късно станал върл враг на Мария Терезия. Императорът обмисля и вариант за съпруг да бъде избран дон Карлос, син на Филип V Испански, някога съперник на Хабсбургите във Войната за испанското наследство. Идеята е така да се потушат до известна степен желанията на майка му Изабела Фарнезе да го постави на трона на Парма, Милано или Неапол.
Младата Мария Терезия изпитва чувства само към Франц Стефан и е облекчена, когато другите възможности отпадат. Лотарингският принц прекарва доста време с нея във виенския двор, дори след като през 1729 г. става херцог. Когато започва войната за полското наследство, херцогство Лотарингия е окупирано от Франция под предлог, че е проводник на австрийско влияние в земите ѝ. В отговор на 12 февруари 1736 г. бракът на Франц Стефан и Мария Терезия става факт. За нея това е брак по любов, която се разгаря все повече. Неговото отношение далеч не е толкова искрено. Той има любовници, което предизвиква яростната ѝ ревност. И все пак тя остава влюбена в него до края на живота му.
През 1737 г. умира последният херцог на Тоскана от рода на Медичите. Овакантеният престол е предложен на Франц Стефан, а в замяна Лотарингия е дадена на Станислав Лешчински с перспективата да се влее във Франция. Така Мария Терезия става велика херцогиня на Тоскана – владение, което трайно се свързва с Хабсбугската монархия. Карл VІ сондира възможностите Франц Стефан да бъде избран за свещен римски император, но не среща разбиране. Ето защо при смъртта му шансовете на Хабсбургите да запазят този трон са нищожни.

### Характер на Мария Терезия
„Мария Терезия… вероятно е разбрала от най-ранна възраст, че съдбата не е постъпила добре с нея, като не я е направила момче“. Това изречение на Мери Мофат изразява отношението към момичетата в света на Хабсбургите, дори те да са наследнички на трона. Макар да е любимка на баща си и бъдеща владетелка на Хабсбургската монархия, Мария Терезия понася неговото пренебрежение през цялото си детство. Образованието ѝ е поверено на възпитателката ѝ и на йезуити и остава непълно. Тя така и не посещава добро училище. В контраст с усилията да ѝ осигури престола баща ѝ не полага никакви усилия да я подготви за владетел. Тя обича пеенето, танците и рисуването, владее много домакински умения, сякаш е подготвяна за нечия безлична съпруга. Владее добре латински, но не пише с лекота. Може да стреля с лък, но не и да язди и преди срещата с унгарския парламент набързо трябва да се научи на това.
Недостатъците в образованието компенсира със силата на личността си и с природната си интелигентност. Тя е здрава и работоспособна, удивлява всички със стоическото упорство, с което се занимава с държавни дела, докато носи поредното дете и изпитва остри болки. Управлява повече по инстинкт, отколкото по теории, затова се нуждае от много съветници, но умее да преценява думите им.
Тя е забележителна жена, приветлива и усмихната и не притежава недостатъците на своя род. Е. Кранкшоу я описва така: „… изправена, с кристално сини очи, определено добре изглеждаща, а понякога и красива, висока и с руса коса, която, както някои знаеха, бе единствената ѝ суета“. По-различни са акцентите на А. Хасъл: „Тя беше на 23 години, забележително красива, с очарователни маниери, които впечатляваха всички около нея. Открита и честна, пламенна патриотка, тя имаше почти мъжка енергия и несломим кураж, водена от дълбоки религиозни чувства и разбирането за дълг...“.

## Външна политика

### Загубата на Силезия
Карл VІ умира през октомври 1740 г., оставяйки отслабена и разединена империя. Ситуацията е твърде изкусителна за противниците на Хабсбургите и те не удържат на обещанията си да не се месят в предаването на наследството. Първоначално Франция, Великобритания, Обединените провинции и Русия потвърждават ангажимента си, но Бавария демонстрира намерения да търси правата си. Карл Албрехт е изпреварен от пруския крал Фридрих ІІ, който през декември напада Силезия, без да обявява война. С отлично обучена и екипирана армия, неговата инвазия е неудържима от малобройните австрийски сили. По-сериозен отговор австрийците дават едва след четири месеца, когато армия от 20 000 души се отправя срещу него. На 10 април 1741 г. в битката при Молвиц пруската пехота удържа трудна победа, с което сигналът за общ фронт против Мария Терезия е даден. Франция, Испания и Савоя подкрепят претенциите на Бавария чрез договора от Нимфенбург, включва се и Саксония. На страната на Австрия застават Великобритания, Хановер и Обединените провинции, но на ефективна подкрепа от тях трудно може да се разчита. Така започва Войната за австрийското наследство.
Успехът на Фридрих ІІ ясно показва в какво състояние са Хабсбургските владения. Докато той управлява малка, но централизирана държава и може ефективно да използва всичките ѝ ресурси, в Австрия бюрократичните спънки са безброй. Владеейки конгломерат от полу-самостоятелни единици, Мария Терезия трябва да получи съгласие от всяка от тях, за да разполага с войници и парични средства. Поради това австрийските действия са по-бавни и лошо организирани. На 11 септември 1741 г. Мария Терезия е в унгарската столица Пресбург (днес Братислава) и се изправя пред унгарския сейм. С новородения си син, бъдещия Йозеф ІІ, на ръце тя отправя призив за военна и финансова подкрепа. Видът на крехката и млада жена въодушевява депутатите и с викове „Moriamur pro rege nostro Maria Teresia!“ те заявяват пълната си подкрепа. Впоследствие събират 40-хилядна армия, която има важна роля във военните действия.
Първоначално заплахата от баварците изглежда по-голяма. Подкрепен от френска армия Карл Албрехт превзема Линц и Прага и се обявява за крал на Чехия (декември 1741 г.). През следващия месец той е избран и за император под името Карл VІІ– огромен удар за австрийците. Това принуждава Мария Терезия да сключи мир с Прусия, признавайки загубата на Силезия, и да обърне всичките си сили против Бавария. Френско-баварските сили са отблъснати от Чехия, самата Бавария попада под австрийска власт, а ерцхерцогинята заявява, че това е компенсация за изгубената Силезия. Англичаните правят опит да я помирят с новия император и да създадат общ фронт против Франция, но натрупаната вражда е твърде голяма, за да се случи това. През 1744 г. австрийците, вече пределно мобилизирани, подготвят удар срещу Прусия. Изпреварвайки го, Фридрих ІІ напада Чехия. Въпреки че хабсбургските сили имат успехи и дори заплашват Берлин, тази Втора силезийска война завършва с ново поражение. Подписването на Дрезденския мир през 1745 г. убеждава Мария Терезия, че борбата за Силезия е безсмислена.

### Дипломатическата революция
През 1745 г. Карл VІІ неочаквано умира и престолът на Свещената Римска империя е зает от Франц Стефан, съпругът на Мария Терезия. Тя приема това с облекчение, и това важно парче от пъзела на Хабсбургския престиж в крайна сметка е спасено. От този момент притесненията на виенския двор се пренасят от Силезия към другите фронтове. Испанците атакуват херцогство Парма в Италия и накрая го отнемат, докато французите бавно и методично завладяват Австрийска Нидерландия. Съгласно Аахенския мирен договор ерцхерцогинята потвърждава (под английски натиск) загубата на Силезия, както и на Парма, но неочаквано Луи ХV решава да се откаже от всичките си завоевания в Нидерландия и я връща на Австрия. Този жест, останал неразбран от съвременниците му, постила пътя към бъдещото сближаване на старите врагове Франция и Австрия, които изпитват в еднаква степен недоверие към Фридрих ІІ. Луи ХV не може да му прости, че на два пъти напуска Нимфенбургския съюз и сключва сепаративен мир, докато австрийците не престават да тъжат за изгубената Силезия.
Така се създават условия за обръщане на съюзите, наречено в историографията „дипломатическа революция“. Докато Великобритания се готви за решаваща колониална война с Франция, а Австрия – за реванш в Силезия, постепенно Франция подкрепя Австрия, а британците – Прусия. Идеолог на това обръщане от австрийска страна става чешкият граф Венцел фон Кауниц, дълги години заемал поста канцлер, тоест министър-председател. Кауниц разбира, че главен враг на Австрия е вече Прусия, а не Франция и започва натиск към Версай за съюзен договор. В началото французите не приемат, но когато Фридрих ІІ сключва съюз с Великобритания (договор от Уестминстър – януари 1756 г.), те променят доктрината си. В резултат четири месеца по-късно се подписва първият договор от Версай, чрез който Франция и Австрия влизат в отбранителен съюз, а по-късно към него се присъединява и руската императрица Елисавета. Настояването на Виена и Санкт Петербург за война е блокирано от Луи ХV, докато през август 1756 г. Фридрих ІІ не напада Саксония. На 1 май 1757 г. с втория договор от Версай френско-австрийско-руският съюз става нападателен и Седемгодишната война навлиза в решителна фаза.

### Седемгодишната война
Ако се изключи френско-британският конфликт в колониите, същността на Седемгодишната война се състои в Третата силезийска война – решителен опит на австрийците и руснаците не само да прогонят прусаците от Силезия, но и да съкрушат Прусия, като я върнат до ролята ѝ отпреди 1740 г. Мария Терезия назначава за главнокомандващ своя зет, братът на Франц Стефан Карл Лотарингски. Посочен заради роднинството си с нея, той не се справя добре с отговорната задача и скоро е освободен. На мястото му застава Леополд фон Даун – опитен маршал, който спечелва голяма победа в битката при Колин (юни 1757). Той изтласква пруските войски от Чехия и овладява почти цяла Силезия, включително столицата Бреслау. Пред австрийските управляващи се появява миражът на възвърнатата чест и богата област, но тежко поражение при Лютен дава възможност на Фридрих ІІ да възстанови положението. Все пак започва серия поражения на дотогава непобедимата пруска армия. Следват австрийската победа при Хохкирх (1758) и общата руско-австрийска победа при Кунерсдорф (1759), които фактически съсипват Прусия. Основната причина за слабостта на Прусия в тази война е нейната стара ахилесова пета – конницата. Австрия с реформираната си и увеличена армия (до 100 хиляди войници), разчита на конницата съставена от унгарски и хърватски хусари, които съумяват да пробият редовете на пруската пехота. През 1760 г. руско-австрийските войски дори влизат за няколко дни в Берлин.
Все пак Мария Терезия не постига такова надмощие, че да сломи Прусия сама. Тя губи решителното сражение при Торгау (1760) и разбира, че се нуждае от руска подкрепа за крайната победа. Тази възможност също изчезва със смъртта на Елисавета в началото на 1762 г. Наследникът ѝ Петър ІІІ, голям почитател на Фридрих ІІ, веднага се помирява с него и извежда Русия от войната. Така „чудото на бранденбургския дом“ спасява Прусия от сигурен разгром. Останала сама, с намалени субсидии от Франция (която търпи сериозни поражения в Канада и Индия), ерцхерцогинята се принуждава да признае още веднъж пруската власт над Силезия с договора от Хубертсбург в 1763 г. Макар да се проваля в основната си цел, Мария Терезия видимо засилва позицията си. Резултатите от реформите, провеждани от нея, започват да дават резултат.

### След 1763 г.
През 1765 г. умира Франц І (Франц Стефан) и оттук нататък Мария Терезия управлява с първородния си син Йозеф ІІ. Те заемат остра позиция относно войната на Русия срещу турците (1768 – 74), като заявяват, че Австрия ще се намеси със сила, за да спре евентуално преминаване на Дунав или разделяне на Османската империя. Когато Екатерина ІІ окупира княжествата Влахия и Молдова, тя предлага на Австрия и Прусия подялба на част от полските земи. Към този момент Полша (Полско-литовско кралство или Жеч Посполита) е в състояние на почти пълен разпад. Тя разполага само със 17 000 конници, чиято отчаяна съпротива през 1771 г. е смазана от окупационна руска армия. Така страната остава на милостта на мощните си съседи.
Австрия окупира малки части от Полша още през 1769 г. (окръг Спиш), допълнени от още три войводства през 1770 г. Това провокира Прусия да обвини австрийците в самоволни действия и да настоява за споразумение преди продължаване на окупациите. На 19 февруари 1772 г. трите велики сили подписват договор във Виена и едновременно навлизат в земите, които са договорили. Австрия получава областта Галиция – богата и гъсто заселена с площ 83 000 км2 и население 2,6 млн. души. Тя отлично изиграва ролята си на ощетена от войната на Русия и получава най-ценната земя спрямо партньорите си. Две години по-късно, като компенсация за руските придобивки от османците, Австрия завзема и малката, но стратегически важна област Буковина. С това тя до голяма степен компенсира загубата на Силезия.
В края на дните си Мария Терезия и Йозеф ІІ участват във Войната за баварското наследство (1778 – 1779), предизвикана от смъртта на курфюрста Максимилиан Йозеф. Бавария отстъпва малка част от земята си на Австрия, което предизвиква намесата на Прусия, но пред заплахата от сериозна война двете страни предпочитат да се споразумеят. Съгласно Тешенския договор Австрия връща взетите баварски земи.

## Реформи
Реформите са необходимост на епохата на Мария Терезия. Те са в духа на „просветения абсолютизъм“ и целят „охраняване на правата на короната от посегателствата на съсловията и тяхното разширяване без… да се засягат привилегиите на нацията“. Ерцхерцогинята се ръководи от съзнанието, че всичко трябва да се прави в услуга на гражданите, но с твърдата ръка на неоспоримия владетел. В това отношение тя следва идеите на двама ключови съветници – граф фон Кауниц и граф фон Хаугвиц. Управлението ѝ се дели на два периода – до 1765 г., когато едновременно умират Франц І, Хаугвиц и други от „старото поколение“, докато след това Кауниц и Йозеф ІІ започват по-радикален курс. Резултатът е създаването на модерна Австрия.

### Организация на държавата
Мария Терезия наследява от Карл VІ държава, която всъщност представлява сбор от държави. Феодалните правомощия на техните местни органи – ландтазите – са големи, въпреки продължителните борби на Хабсбургите за ограничаването им. Ландтазите могат все още да определят данъците и да отпускат ежегодни суми на короната, както и определен брой войници. Общият владетел е длъжен да назначава само местни аристократи в местното управление. Следователно местните органи могат да създават непреодолими пречки пред общите каузи на короната и да се грижат, често пъти егоистично, за собствените си интереси. В средата на ХVІІІ в. примерът на абсолютните монархии (Франция, Прусия, дори Испания) вече е напълно доказан и младата ерцхерцогиня е готова да ги последва.
Усилията на короната за централизация на владенията не засягат Унгария, чиято конституция е гарантирана през 1741, при идването на Мария Терезия в Пресбург. Австрийска Нидерландия, Тоскана и Милано също са в по-особено положение. Останалите земи и най-вече Чехия са лишени от своето самоуправление. През 1749 г. съдебните правомощия на ландтазите преминават към централната власт, тя въвежда и нови административни райони (губерниуми). Техните управители се назначават директно от правителството без да се държи сметка дали са местни личности. Те организират събирането на данъците и прилагането на държавните разпоредби. През 1760 г. е въведен Държавен съвет, начело на който застава граф Кауниц. Той притежава действителна власт върху всички земи на династията.
Мария Терезия, без да се допита до ландтазите, определя две комисии, които да изготвят общи законници. През 1769 г. влиза в сила Наказателният кодекс (Nemesis Theresiana), който само донякъде въвежда модерните процедури за съдене и наказания. Премахването на мъченията при разпит малко по-късно е едно от най-напредничавите решения от Терезианската епоха. Гражданският кодекс (Codex Theresianus), представен през 1767 г. в осем големи тома, е отхвърлен от правителството като твърде обстоятелствен и объркан и така и не влиза в сила при управлението на Мария Терезия.

### Военна реформа
Създаването на модерна и силна армия, която да отстоява интересите на монархията и да поддържа международния ѝ престиж е главната цел на цялата реформена дейност на Мария Терезия. Тя без колебание следва пруския модел на армейска организация. За първи път уменията и храбростта стават по-важен фактор за издигането в йерархията от произхода и роднинските връзки. През 1752 и 1754 г. са създадени първите военни академии в Австрия – Офицерската и Инженерната. Офицерите получават привилегии и постепенно се превръщат в елитно и уважавано съсловие. През 1772 г. е въведена наборна система, при която всички земи, освен Унгария са разделени на наборни окръзи. Цели групи от населението са освободени от военна служба – духовниците, аристокрацията, чиновниците и много граждани. Тези мерки позволяват броят на войниците да се увеличи от 40 000 през 1740 до 108 000 през 1748 и до 200 000 към началото на Седемгодишната война.

### Финансови мерки
Правителството разбира, че всички реформи и особено издръжката на голяма армия зависит от финансовите постъпления, които към 1740 г. са в катастрофално състояние. Хаугвиц изготвя десетгодишна програма за финансова стабилизация, съгласно която задълженията на ландтазите са увеличени от 9 на 14 милиона гулдена годишно. Той предвижда нова оценка на имотите на селяните, извършена през 1753 г., за да се обложат справедливо с данъци. Най-революционната част от програмата е облагането на привилегированите съсловия – аристокрацията и духовенството. Все пак това се провежда в смекчена форма – техните данъци са наполовина от тези на селяните. На селските имоти е наложен нов, подоходен данък. Когато тази програма бива предложена, тя все още се нуждае от одобрението на ландтазите, но след изтичането на десетгодишния срок данъците са запазени без допитване. Създадени са и камари, които да контролират данъчните постъпления по места. Ето защо понякога бюрократичният абсолютизъм в Австрия се нарича и камерализъм. През 1754 г. е въведена и нова парична единица – гулден (или флоринт), която се използва до началото на ХХ в. В резултат на финансовите мерки и въпреки водените войни доходите в хазната постоянно се увеличават: от 30 млн. гулдена през 1740, те стават 36 млн. през 1748, 40 млн. през 1755, 54 млн. през 1763 и 80 млн. през 1780 г.

### Подем на образованието
Традиционното възприемане на реформите на Мария Терезия е в духа на „просветения абсолютизъм“. И ако за останалите сфери това да не може да се твърди със сигурност, в областта на образованието е точно така. Стремежите на короната са за истинско повдигане просвещението на населението, макар че „в същото време реформите отговарят на нуждите на просветената монархия за по-способни и квалифицирани администратори, офицери, дипломати и специалисти практически във всяка сфера“. До средата на ХVІІІ в. образованието в австрийските земи остава много по-неразвито в сравнение с останалите западноевропейски държави. Малко и лошо организирани са началните училища, както и повечето от средните. Университетите са под силното влияние на йезуитите и не могат да се отърсят от контрола на църквата.
Сега Мария Терезия обявява учебното дело за приоритет и го отнема от ръцете на духовенството. През 1760 г. тя създава дворцова учебна комисия, която поема функциите на просветно министерство. В провинциите на империята заработват местни комисии. Изгонването на йезуитите от Хабсбургските земи през 1773 г. дава начало на най-радикалните реформи. С конфискуваните пари се откриват начални училища във всеки по-голям град. За първи път се позволява на протестанти да получават държавно образование. В средните и висшите училища се налага напълно светско образование, което среща ожесточена съпротива от духовниците. Въпреки дълбоката си вяра, ерцхерцогинята разбира обществените нужди и нарежда да се арестува всеки, който противоречи на наложения курс. Един холандец, личен лекар на Мария Терезия и професор в медицинския факултет във Виена, на име Герард ван Свийтен успява да създаде най-модерния за времето си курс за обучение ва лекари. През 1746 г. е открита академията Терезианум – елитно училище за децата на аристокрацията, а впоследствие – Терезианска военна академия и Ориенталска академия (за дипломати).

### Отмяна на крепостничеството
С изключение на Унгария, в Хабсбургските земи никога не е имало същинско крепостно право, но положението на селяните е много тежко. Съсипвани от извънредни данъци и такси, те живеят в недоимък и безпросветност. С примитивни инструменти обработват малки парцели земя, които принадлежат на светски или духовни господари. Своеволията на тези господари над обикновените хора са безгранични. Такива селяни не биха могли да плащат очакваните от короната данъци, затова Мария Терезия прави усилие да подобри положението им. Споменатите вече мерки – облагане и на аристокрацията с данъчна отговорност, измерването на имотите и прецизиране на данъците – дори само те подобряват положението. Но много по-важно е, че държавата иззема правото да съди селяните по ясни правила, както и да санкционира господари, които прекаляват със своеволията.
Тези промени са въведени със серия актове от 1753 до 1775 г. Точно обратното на Прусия и Русия, които укрепват абсолютизма чрез затвърждаване на крепостното право, в Австрия то на практика е отменено. За първи път селяните стават равни пред закона със своите господари. Въпреки това реформите събуждат селско недоволство (заради въвеждането на парични данъци или заради забавяне на промените), което след смъртта на Мария Терезия се изразява в открити бунтове.

## Фамилия
Мария Терезия се омъжва на 12 февруари 1736 г. в Августинската църква във Виена за херцог Франц Стефан Лотарингски (* 1708; † 18 август 1765), избран за император през 1745 г.
Мария Терезия и император Франц I Стефан имат шестнадесет деца:
- Мария-Елизабет Австрийска (1737 – 1740), ерцхерцогиня
- Мария-Анна (1738 – 1789), абатиса в Прага
- Мария-Каролина Австрийска (1740 – 1741)
- Йозеф II (1741 – 1790), император

1. ∞ 1760 принцеса Мария-Изабела Бурбон-Пармска
2. ∞ 1765 принцеса Мария Йозефа Баварска

- Мария-Кристина (1742 – 1798), омъжена 1765 за Алберт херцог на Саксония-Тешен
- Мария-Елизабет (1743 – 1808), абатиса в Инсбрук от 1781
- Карл-Йозеф (1745 – 1761), ерцхерцог
- Мария-Амалия (1746 – 1804), ∞ 1769 херцог Фердинанд I Пармски
- Леополд II (1747 – 1792), император, ∞ 1765 инфанта Мария-Лудовика Бурбон-Испанска
- Мария-Каролина (1748)
- Мария-Габриела (1750 – 1762), (сгодена) за крал Фердинанд I от Бурбон-Сицилия
- Мария-Йозефа (1751 – 1767, (сгодена) за крал Фердинанд I от Бурбон-Сицилия
- Мария-Каролина (1752 – 1814), ∞ 1768 крал Фердинанд I от Бурбон-Сицилия
- Фердинанд Австрия-Есте (1754 – 1806), ∞ 1771 херцогиня Мария Беатриче д’Есте
- Мария-Антония (1755 – 1793), ∞ 1770 Луи XVI (1754 – 1793), от 1774 кралица на Франция
- Максимилиан-Франц Австрийски (1756 – 1801), архиепископ, курфюрст на Кьолн